# Pod Anodynowym Naszyjnikiem
Pod Anodynowym Naszyjnikiem (ang. The Anodyne Necklace) – powieść kryminalna amerykańskiej pisarki Marthy Grimes, opublikowana w 1983, a w Polsce w 2009 w tłumaczeniu Anny Bartkowicz. Zdobyła nagrodę Nero Awards za rok 1983.

## Treść

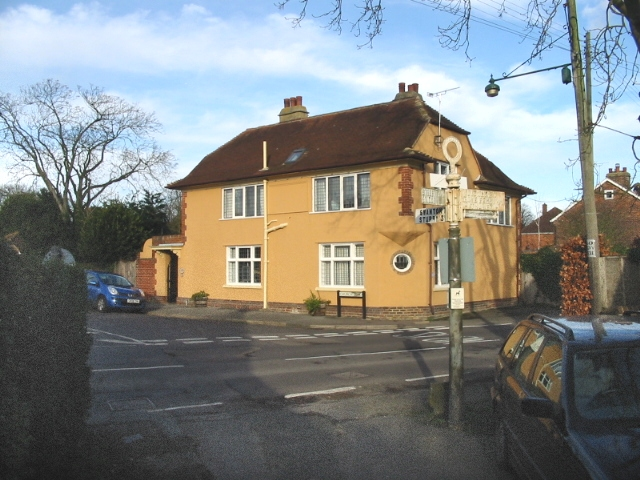
Littlebourne - miejsce akcji (dawny pub)

Jest trzecią powieścią cyklu, w którym występuje detektyw Richard Jury, inspektor New Scotland Yardu, wspomagany przez ekscentrycznego eks-hrabiego - Melrose'a Planta. W tej części udaje się do wioski Littlebourne, zlokalizowanej około 90 km na wschód od Londynu. W Lesie Horndeańskim, nieopodal osady, odkryto zwłoki młodej kobiety z odciętymi palcami. Osoba ta była nieznana w okolicy. Z czasem okazało się, że nazywa się Cora Binns. Wątki tego morderstwa wiążą się z inną sprawą - ciężkim pobiciem młodej skrzypaczki, Katie O'Brien na stacji londyńskiego metra - Wembley Knotts, pochodzącej z Littelbourne. Ważnym miejscem dla akcji był londyński pub Pod Anodynowym Naszyjnikiem funkcjonujący przy Catchcoach Street. Stanowił on miejsce spotkań graczy w tajemniczą grę strategiczną Magowie i Wojownicy, do której mapa była ważnym tropem w śledztwie.
Pozostałe postacie:
- sir Miles Bodenheim - par Anglii, właściciel posiadłości Rookswood, sekretarz Królewskiego Towarzystwa Obserwatorów Ptaków z Hartfield[3],
- Polly Pread - pisarka kryminałów z Littlebourne[4],
- Ernestine i Augusta Craigie - siostry, pierwsza z nich była miłośniczką i obserwatorką ptaków w Lesie Horndeańskim, aktywna członkini Królewskiego Towarzystwa Obserwatorów Ptaków[5],
- Peter Gere - posterunkowy z Littlebourne[6],
- Emily Louise Perk - nastolatka z Littlebourne, bystra obserwatorka rzeczywistości, miłośniczka koni[7],
- Ash Cripps - ekshibicjonista z Londynu, ojciec kilku dzieci, namiętny gracz w Magów i Wojowników, miał żonę, nazywaną Słonicą[8],
- Doc Chemberlen (właściwie Aaron Chambers) - przywódca grupy graczy[2],
- Cyril Macenery - nauczyciel gry na skrzypcach, bliski znajomy Katie O'Brien[6].